# Bitwa pod Gujrat
Bitwa pod Gujrat – starcie zbrojne, które miało miejsce 21 lutego 1849 pomiędzy Wielką Brytanią i Sikhami, podczas II wojny Brytyjczyków z Sikhami w Pendżabie, w dzisiejszym Pakistanie.
Bitwa była decydującą o dalszych losach królestwa sikhijskiego, które zostało zaanektowane przez Brytyjską Kompanię Wschodnioindyjską.
Brytyjczykami dowodził lord Hugh Gough, który otrzymał rozkaz dymisji po jego źle przeprowadzonej wcześniejszej krwawej bitwie pod Chillianwala, ale nie został jeszcze przez nikogo zastąpiony.